# Poeldonk
Poeldonk (D'n Poeling in het dialect) is een gehucht in de gemeente Sint-Michielsgestel. Bij de gemeentelijke herindeling van 1996 is het samen met Den Dungen bij de gemeente Sint-Michielsgestel gevoegd. Poeldonk ligt aan de Zuid-Willemsvaart bij de Dungense brug. Deze brug is vooral bekend, doordat hij zo smal is dat twee auto's elkaar op de brug niet kunnen passeren.
Dorpen: Berlicum · Den Dungen · Gemonde · Maaskantje · Middelrode · Sint-Michielsgestel

Buurtschappen: Beekveld · Besselaar · De Bus · De Loofaert · De Hogert · Doornhoek · Haanwijk · Halder · Heikantse Hoeve · Hersend · Hezelaar · Hoek · Horzik · Kerkeind · Laar · Nijvelaar · Plein (Berlicum) · Plein (Sint-Michielsgestel) · Poeldonk · Ruimel · Tielse Hoeve · Wielsche Hoeven · Wamberg · Woud

Noord-Brabant: Steden en dorpen      Nederland: Provincies · Gemeenten